# 12 de mayo
El 12 de mayo es el 132.º (centésimo trigésimo segundo) día del año en el calendario gregoriano y el 133.º en los años bisiestos. Quedan 233 días para finalizar el año.

## Acontecimientos
- 48 a. C.: en la ciudad de Farsalia (Grecia), Julio César anota que ha visto en el cielo una «bola de fuego llameante» (posiblemente un meteorito).[1]
- 113: en Roma se inaugura la Columna de Trajano, diseñada por el arquitecto Apolodoro de Damasco para celebrar la conquista de Dacia (actual Rumania) por parte del emperador Trajano. Con 42 metros de altura, la columna contiene una escalera de caracol excavada en su interior y un friso en espiral decorado con 155 escenas que relatan los sucesos de la campaña.[2]
- 254: Esteban I (220-257) es coronado como obispo de Roma («papa») y sucede al papa Lucio I. Inmediatamente toma una posición contra el novacianismo.
- 907: en China, el militar Zhu Wen obliga al emperador Ai de Tang a abdicar, poniendo fin a la dinastía Tang después de casi trescientos años de gobierno.
- 919: en Fritzlar (257 km al este de Colonia), Enrique el Pajarero es elegido por las tribus de los francos y sajones como Enrique I como rey del Imperio franco oriental. Eberhard, hermano del rey Conrado I, fallecido en diciembre, le entrega la insignia imperial. Esta es la primera vez que un miembro del Ducado Tribal de Sajonia se convierte en rey de Francia Oriental.
- 1082: 65 km al norte de Viena (Austria) Vratislav II (duque de Bohemia) derrota a su oponente Leopoldo II (margrave de Austria) en la Batalla de Mailberg.
- 1191: en la villa de Limassol, en la isla de Chipre, el rey inglés Ricardo Corazón de León se casa con Berenguela de Navarra. El rey emprende entonces de nuevo la Tercera Cruzada.
- 1280: en España, Alfonso X ―en coalición con el sultán mariní Abu Yusuf y los Banu Ashqilula con sus tropas combinadas― atacan Granada.
- 1328: en Roma, el patriarca de Venecia consagra al aspirante al papado Nicolás V, a quien la Iglesia católica considerará «antipapa».
- 1328: en Roma, por instigación del emperador Luis el Bávaro, el pueblo romano elige al franciscano Pietro Rainalducci como Nicolás V para ser «antipapa» del papa Juan XXII, residente en el Papado de Aviñón (Francia).
- 1364: en Cracovia (Polonia), el rey Casimiro III de Polonia funda la Universidad Jagellónica tras la aprobación papal. Se trata de la segunda universidad creada en Europa Central.
- 1497: el papa Alejandro VI excomulga a Girolamo Savonarola.
- 1510: en Ningxia (una de las nueve regiones militares en la frontera de la China Ming con Mongolia) comienza la rebelión de Zhu Zhifan (príncipe de Anhua) ―que durará 18 días, hasta el 30 de mayo de 1519― cuando este mata a todos los funcionarios invitados a un banquete y declara su intención de derrocar a Liu Jin (el poderoso eunuco de la dinastía Ming durante el reinado del emperador Zhengde).
- 1513: en Salamanca (España) se coloca la primera piedra de la catedral nueva.
- 1521: en México muere el jefe de los ejércitos tlaxcaltecas Xicohténcatl Axayacatzin, quien fue uno de los principales opositores a la alianza con el colonialista Hernán Cortés.
- 1525: en la Guerra de los Campesinos Alemanes (también llamada Revolución del Hombre Común), el ejército mercenario de la Liga de Suabia bajo Georg von Waldburg-Zeil derrota a los campesinos de Württemberg en la batalla de Böblingen. Mueren 40 mercenarios y 9000 campesinos.
- 1551: en Lima (virreinato del Perú) se funda la Universidad Nacional Mayor de San Marcos a instancias del rey español Carlos V. Es la universidad más antigua que existe de forma continua en el continente americano.
- 1588: en una París predominantemente católica ―en el marco de las guerras de religión francesas― el rey Enrique III de Francia (que se inclina hacia los hugonotes) huye después de que Enrique I, duque de Guisa (el líder de la Liga Santa católica) entrara en la ciudad y provocara un levantamiento popular aparentemente espontáneo (Día de las Barricadas).
- 1593: en Londres, el Consejo Privado de Inglaterra hace arrestar al dramaturgo londinense Thomas Kyd y lo hace torturar por supuesta difamación.
- 1614: en Villarrobledo (España), la Comunidad de Monjas Clarisas se instala en el monasterio de San Juan de la Penitencia.
- 1641: Thomas Wentworth, primer conde de Strafford, el confidente más importante del rey inglés Carlos I, que reclamaba un gobierno absoluto, es ejecutado por decapitación basándose en un Bill of Attainder de la Cámara de los Comunes.
- 1661: en la ciudad de Maguncia, 180 km al sureste de Colonia (Alemania) se abre al tráfico un «puente de barco» (o sea, un puente flotante) sobre el río Rin. Se cobra un peaje para cruzar el río.
- 1664: en Versalles, 16 km al suroeste de París, se estrena Tartufo, una comedia en cinco actos de Molière. Esta primera versión, por su crítica drástica y revolucionaria a la hipocresía religiosa, provocó un escándalo que llevó a la prohibición de la obra.
- 1689: en Austria, el emperador Leopoldo I y las Provincias Unidas de los Países Bajos firman el Gran tratado de Viena, por el que Dinamarca, Inglaterra y España se unen a la Alianza de Augsburgo, fundada el 9 de julio de 1686 como una alianza defensiva contra el rey Luis XIV de Francia, y la amplían así a la Gran Alianza de Viena. El objetivo de la alianza es preservar los acuerdos de la Paz de Westfalia y la Paz de los Pirineos.[3]
- 1721: el pastor noruego Hans Egede parte con su familia en un barco hacia Groenlandia para «misionar» a los vikingos que sospecha que están allí. En cambio, el 3 de julio se encuentra con los inuit y se hará llamar «apóstol de los groenlandeses».
- 1742: en la Capitanía General de Chile el gobernador José Manso de Velasco refunda la ciudad de Talca.
- 1743: en Austria, después de haber rechazado militarmente las pretensiones de Carlos Alberto de Baviera (de Wittelsbach) en la guerra de sucesión austríaca, María Teresa I de Austria (de la dinastía de los Habsburgo) es coronada reina de Bohemia, tres años después de la muerte de su padre Carlos VI como su sucesora.
- 1778: José II, emperador del Sacro Imperio Romano Germánico eleva al título de «príncipe» a Enrique XI, conde del Principado de Reuss-Greiz.
- 1780: en el estado de Carolina del Sur ―en el marco de la Guerra de la Independencia de Estados Unidos― las fuerzas patriotas (al mando del general estadounidense Benjamin Lincoln) tienen que rendirse y entregar la villa de Charleston a los británicos (al mando del general Henry Clinton), que invaden la villa después de varias semanas de asedio. Se considera la mayor derrota del Ejército Continental.
- 1789: en la ciudad de Nueva York, William Mooney funda el club políticamente activo Society of St. Tammany, cuyo lugar de reunión era el Tammany Hall. La asociación, que posteriormente se convirtió en partido, se destacará posteriormente por la corrupción, la concesión de beneficios a sus miembros y los escándalos.
- 1797: en el noreste de la península itálica ―en el marco de la Guerra de la Primera Coalición―, el último dux de Venecia, Ludovico Manin, abdica y el Gran Consejo de la ciudad de la laguna celebra su última sesión. En tierra firme, frente a la ciudad, se encuentran las tropas de Napoleón Bonaparte que invadieron la República de Venecia. La era de la «Serenísima» llega así a su fin y Venecia pasa a ser propiedad austríaca con la Paz de Campo Formio.
- 1808: en Kuopio, 389 km al norte de Helsinki ―en el marco de la Guerra finlandesa (de Rusia contra Suecia y Finlandia)―, las tropas sueco-finlandesas, lideradas por el capitán Karl Wilhelm Malmi, vencen a los rusos en la batalla de Kuopio y conquistan la ciudad.
- 1814: en Francia, poco después de entrar en la ciudad de París, el rey Luis XVIII envía a casa al ejército napoleónico de 300 000 hombres como medida de la Restauración.
- 1818: en Stuttgart (Reino de Württemberg) la reina alemana Catalina Pávlovna Románova (1788‑1819) funda la Caja de Ahorros del Estado de Württemberg para todo el reino.
- 1821: en la aldea de Valtetsi, en el centro de la península del Peloponeso, a 172 km al suroeste de Atenas (Grecia) los griegos vencen a los turcos en batalla de Valtetsi.
- 1827: después de más de dos décadas de ausencia, el naturalista y explorador Alexander von Humboldt regresa a Berlín a instancias del rey Federico Guillermo III de Prusia.
- 1832: en el Teatro della Canobbiana de la ciudad de Milán, se estrena la ópera buffa L’elisir d’amore de Gaetano Donizetti. El libreto proviene de Felice Romani, basado en Le philtre, de Eugène Scribe. Se convierte en una de las óperas más interpretadas del compositor.
- 1846: desde Independence (Misuri) parte hacia California el grupo Donner de pioneros, en lo que se convertirá en un viaje de un año de dificultades y canibalismo.
- 1847: en Paderborn, 17 km al sur de Núremberg (Alemania), el editor y librero Ferdinand Schöningh funda la Editorial Ferdinand Schöningh.
- 1856: en el viaje de 3.6 km entre Harzgerode y Alexisbad, a 228 km al suroeste de Berlín, los miembros de la Asociación Académica Hütte Berlín fundan la Asociación de Ingenieros Alemanes.
- 1862: en el estado de Luisiana ―en el marco de la guerra civil estadounidense (1861-1865)― las tropas del Ejército de la Unión entran en la ciudad de Baton Rouge.
- 1863: en el estado de Misisipi ―en el marco de la guerra civil estadounidense (1861-1865)― dos divisiones del XVII Cuerpo de James B. McPherson giran el ala izquierda de la línea defensiva del general sureño John C. Pemberton de los Estados Confederados (esclavistas del sur) en Fourteen Mile Creek (batalla de Raymond), abriendo el interior de Misisipi a la Unión durante la campaña de Vicksburg.
- 1864: 103 km al suroeste de Washington D. C. ―en el marco de la guerra civil estadounidense (1861-1865)― las tropas de la Unión atacan un saliente confederado (esclavista del sur) conocido como Mule Shoe, en la batalla de Spotsylvania. En The Bloody Angle, en el noroeste, suceden algunos de los combates más feroces de la guerra, muchos de ellos cuerpo a cuerpo.
- 1864: en la Guerra Germano-Danesa entra en vigor un armisticio negociado en Londres, pero solo dura poco tiempo, ya que las partes en guerra no pueden ponerse de acuerdo sobre una demarcación fronteriza en el Ducado de Schleswig.
- 1865: a orillas del río Grande (límite entre Estados Unidos y México) ―más de un mes después de la rendición oficial de los Estados esclavistas confederados del sur en la guerra civil estadounidense (1861‑1865)― sucede el primer día de la última gran acción terrestre que tuvo lugar durante esa guerra: la batalla del rancho Palmito, que resultó en una victoria de los esclavistas sureños.
- 1865: a orillas del río Nokianvirta, 192 km al noroeste de Helsinki (en Finlandia, en esa época en poder del Imperio ruso), el ingeniero Fredrik Idestam y su esposa establecen una fábrica de pulpa de madera para la producción de papel, que se llamará Nokia. Alrededor de la fábrica se establece un asentamiento humano, que se llamará también Nokia. En 1898 empezó a manufacturar caucho, neumáticos, zapatos y energía hidroeléctrica. En 1920 fabricaban además partes industriales derivadas del caucho, gabardinas, alfombras, pelotas y juguetes.
- 1870: el Parlamento canadiense aprueba la Ley de Manitoba. Con su entrada en vigor el 15 de julio, los territorios de los Territorios del Noroeste y la Tierra de Rupert comprados a la Compañía de la Bahía de Hudson en 1869 se incorporaron al territorio canadiense y se creó la provincia de Manitoba dentro de este territorio.
- 1873: en la iglesia Sankt Nikolai Kyrka, en Estocolmo (Suecia), tras la muerte de su hermano Carlos XV el año anterior, Óscar II es coronado rey de Suecia.
- 1875: en la provincia de Buenos Aires (Argentina) se funda el club de fútbol más longevo hasta la fecha de toda América, el Club Mercedes.
- 1881: en el norte de África, la Túnez otomana (invadida por Turquía) se convierte en un «protectorado» francés (o sea, es invadida por Francia) mediante el Tratado del Bardo, también llamado Tratado de Ksar Said, aunque el bey (reyezuelo) de Túnez, Muhammad III al-Husayn, sigue siendo formalmente gobernante del país.
- 1885: en Saskatchewan (Canadá) ―en el marco de la rebelión del Noroeste (1885)―, empieza la batalla de Batoche, de cuatro días, en la que 900 soldados canadienses asesinarán a 200 rebeldes metís (grupo étnico independiente surgido en Canadá a partir de la unión entre mujeres de las Primeras Naciones ―como los cree y ojibwa― y empleados europeos ―especialmente franceses y británicos― de la Compañía de la bahía de Hudson).
- 1894: en Weimar se estrena la primera ópera de Richard Strauss, Guntram. Los alemanes la reciben calurosamente, pero después de unas cuantas actuaciones la quitan de cartelera.
- 1890: el primer partido oficial del Campeonato del Condado para el Campeonato de Cricket inglés comienza con el partido Glocestershire vs. Yorkshire County Cricket Club en Bristol. Yorkshire gana el partido de cricket.
- 1898: en la isla de Puerto Rico, la flota estadounidense mandada por el almirante Sampson bombardea la ciudad de San Juan de Puerto Rico.
- 1912: en España, la revista Blanco y Negro publica la primera fotografía en color que apareció en la prensa española.
- 1912: en los Alpes bávaros, después de más de dos años de construcción, realiza su viaje inaugural el Wendelsteinbahn, un tren de cremallera eléctrico que sube al monte Wendelstein, mandado a construir por el empresario Otto von Steinbeis (1839‑1920) con sus propios fondos.
- 1916: en la cárcel de Kilmainham de la ciudad de Dublín (Irlanda), el sindicalista socialista James Connolly es uno de los últimos en ser ejecutado como líder del Levantamiento de Pascua. Los tiroteos terminaron al día siguiente debido a la fuerte presión internacional.
- 1922: en Marruecos ―en el marco de la guerra del Rif (segunda guerra de Marruecos)―, las tropas españolas invaden Tazarut.
- 1922: en el Theater an der Wien de Viena se estrena la opereta Frasquita de Franz Lehár con libreto de Alfred Maria Willner y Heinz Reichert.
- 1925: en la ciudad de Weimar (Alemania), Paul von Hindenburg sucede a Friedrich Ebert como 2.º presidente del Reich de la República de Weimar (la primera república alemana).
- 1926: el pionero de la aviación italiano Umberto Nobile vuela sobre el polo norte en el dirigible Norge (construido en Italia) junto con el explorador polar noruego Roald Amundsen y el millonario estadounidense Lincoln Ellsworth. Es la primera llegada confirmada al polo norte.
- 1926: en el Reino Unido finaliza la huelga general, que duró nueve días (del 4 al 12 de mayo) que desafortunadamente no logró obligar al primer ministro conservador Stanley Baldwin a evitar reducciones salariales y el empeoramiento de las condiciones de 1,2 millones de mineros del carbón despedidos. el explotador Baldwin reclutó esquiroles de clase media («carneros») para mantener los servicios esenciales.
- 1926: en Varsovia (Polonia), con la ocupación de los puentes de la ciudad por la guarnición local, comienza el golpe de Estado del mariscal Józef Piłsudski contra el primer ministro Wincenty Witos. El intento de mediación del presidente Stanisław Wojciechowski fracasa. Los combates durarán hasta el 15 de mayo.
- 1927: en Nicaragua, Augusto César Sandino comienza su lucha contra la invasión estadounidense.
- 1930: el aviador español Juan Muñoz atraviesa el océano Atlántico sur en un hidroavión.
- 1932: en una carretera cerca de la aldea de Hopewell, 103 km al suroeste de la ciudad de Nueva York, el bebé Charles Lindbergh Jr., diez semanas después de su secuestro, el hijo menor del aviador Charles Lindbergh, es encontrado muerto a solo 14 km de la casa de los Lindbergh.
- 1933: en Washington D. C., el presidente Franklin D. Roosevelt promulga la Ley de Ajuste Agrícola, que regula la producción agrícola mediante la compra por parte del gobierno de ganado para el sacrificio y el pago de subsidios a los agricultores cuando quitan tierras de cultivo. También firma la legislación que crea la Administración Federal de Ayuda en Emergencias, predecesora de la Agencia Federal para el Manejo de Emergencias.
- 1933: en el diario Arbeiter-Zeitung de Viena, el escritor antinazi Oskar Maria Graf escribe la exigencia «¡Quémenme!» debido a que sus obras no fueron víctimas de las quemas de libros de 1933 en Alemania sino que, por el contrario, fueron incluso recomendadas para su lectura por los nazis.
- 1936: en la República española, las Cortes aprueban la elección de Manuel Azaña como presidente.
- 1936: la Italia del dictador mussolini se retira de la Sociedad de Naciones.
- 1937: en Londres (Reino Unido), después de la abdicación de su hermano Eduardo VIII a causa del romance con Wallis Simpson el 10 de diciembre del año anterior, Jorge VI e Isabel son coronados como «reyes» del Reino Unido y «emperadores» (colonialistas invasores) de la India.
- 1938: en la Staatsoper Unter den Linden de Berlín se estrena la ópera Wibbel el sastre de Mark Lothar (1902‑1985), con libreto de Hans Müller-Schlösser (1884‑1956).
- 1940: en el marco de la Segunda Guerra Mundial (1939‑1945), Alemania comienza la invasión de Francia.
- 1940: en la ciudad de Mönchengladbach, 64 km al noroeste de Colonia (Alemania), 35 bombarderos de la Real Fuerza Aérea británica realizan el primer bombardeo sobre población civil alemana. Inicia también en Alemania la guerra aérea de la Segunda Guerra Mundial (1939‑1945).
- 1941: el inventor berlinés Konrad Zuse (1910‑1995) presenta la máquina calculadora Zuse Z3, que construyó en colaboración con Helmut Schreyer, la primera computadora totalmente funcional controlada por programa.
- 1942: en el este de Ucrania invadida por la Alemania nazi ―en el marco de la Segunda Guerra Mundial (1939‑1945)― las fuerzas soviéticas del Ejército Rojo al mando del mariscal Semyon Timoshenko lanzan una gran ofensiva contra la ciudad de Járkov, en poder de la Wehrmacht alemana. La segunda batalla de Járkov dura hasta el 28 de mayo.
- 1942: en la desembocadura del río Misisipi (Estados Unidos) ―Segunda Guerra Mundial (1939-1945)― el submarino alemán U‑507 torpedea al petrolero estadounidense SS Virginia.
- 1943: en Changshiao (China) el Ejército Imperial Japonés al mando del general Shunroku Hata termina el cuarto y último día de la masacre de Changshiao, en que 30 000 hombres, mujeres y niños civiles fueron violados y asesinados.
- 1943: en la provincia china de Hunan, el Ejército Imperial Japonés al mando del general Shunroku Hata termina el cuarto y último día de la masacre de Changshiao, en que 30 000 hombres, mujeres y ―en su mayoría― niños civiles fueron violados y posteriormente asesinados. Shunroku Hata será amnistiado por los estadounidenses.
- 1943: en África del Norte se rinden las fuerzas nazis.
- 1948: en los Países Bajos, la reina Guillermina abdica a favor de su hija Juliana.
- 1949: en Alemania ―en el marco de la Guerra Fría―, la Unión Soviética levanta el supuesto «bloqueo de Berlín» de once meses sobre la base del Acuerdo Jessup-Malik, firmado el 4 de mayo.
- 1949: en Alemania occidental, los tres gobernadores militares proclaman formalmente el Estatuto de ocupación, que entrará en vigor el 21 de septiembre y que otorgará una soberanía limitada a la emergente «República Federal de Alemania».
- 1949: en el Teatro alla Scala de Milán se estrena la ópera Il Cordovano, de Goffredo Petrassi, basada en la novela El ingenioso hidalgo Don Quijote de la Mancha de Miguel de Cervantes.
- 1956: fecha de nacimiento de Homero Simpson, el célebre protagonista ficticio de la serie de animación estadounidense Los Simpson.
- 1957: en la Mille Miglia se produce un grave accidente: muere el piloto español Alfonso de Portago y su copiloto Edmund Nelson, y diez espectadores, entre ellos cinco niños. El accidente provocó la interrupción de la tradicional carrera de coches.
- 1958: en el atolón Enewetak (islas Marshall, en medio del océano Pacífico), Estados Unidos detona su bomba atómica Koa, de 1370 kilotones. Se prueba la nueva cabeza nuclear XW-35 ICBM. Es la bomba n.º 126 de las 1132 que Estados Unidos detonó entre 1945 y 1992.
- 1958: en respuesta a la crisis del Sputnik ―el shock que provocó el triunfo de la Unión Soviética en la carrera espacial, en el marco de la Guerra Fría―, Estados Unidos y Canadá firman un acuerdo que establece el Comando de Defensa Aeroespacial de América del Norte, una agencia conjunta para monitorear el espacio y advertir sobre ataques de misiles balísticos intercontinentales.
- 1962: en un pozo artificial, a 434 metros bajo tierra, en el área U3am del Sitio de pruebas atómicas de Nevada (a unos 100 km al noroeste de la ciudad de Las Vegas), a las 7:00 (hora local) Estados Unidos detona su bomba atómica n.º 240, Aardvark, de 40 kilotones.
- 1965: en la Luna se estrella sin control la sonda espacial soviética Luna 5, no tripulada, que estaba destinada a aterrizar en la Luna pero sus retropropulsores fallaron.
- 1965: en Camagüey (Cuba) es capturado un grupo terrorista y golpista de la CIA (Agencia Central de Inteligencia) que informaba a los Estados Unidos y espiaba a Cuba a través de la base de Guantánamo.
- 1965: la Alemania Occidental e Israel establecen relaciones diplomáticas. El detonante de este acontecimiento fue la «visita de Estado» a Egipto de Walter Ulbricht (presidente del Consejo de Estado de la Alemania Oriental), del 24 de febrero al 2 de marzo.
- 1966: en la ciudad alemana de Uetze (estado de Baja Sajonia), en el Deutsche Bundespost deja de funcionar la última central manual para llamadas nacionales.
- 1968: a 45 km al noreste de Saigón (actual Ciudad Ho Chi Minh) ―en el marco de la guerra de Vietnam (1955-1975)― las fuerzas del Ejército Popular de Vietnam y del Viet Cong atacan a las tropas invasoras australianas que defienden la base de apoyo de fuego Coral (batalla de Coral-Balmoral).
- 1971: en Berlín (Alemania), a las 22:15 el periodista Wibke Bruhns lee el informativo de última hora Heute en el canal ZDF. Es el primer presentador de informativos de la televisión alemana.
- 1975: en el golfo de Tailandia, a unos 110 km de la costa de Camboya ―en el marco de la guerra de Indochina (1975-1991)― las fuerzas navales de la Kampuchea Democrática (en manos de los jemeres rojos) capturan el buque portacontenedores estadounidense SS Mayagüez (Incidente del Mayagüez).
- 1976: el FC Bayern Múnich gana la Copa de Europa por tercera vez consecutiva tras una victoria por 1-0 sobre el AS Saint-Étienne.
- 1978: en Zaire, los rebeldes ocupan la ciudad de Kolwezi, el centro minero de la provincia de Katanga; el Gobierno local pide a Estados Unidos, Francia y Bélgica que los masacren.
- 1982: durante una procesión frente al santuario de la Virgen María en Fátima (Portugal), los guardias de seguridad venidos desde el Vaticano dominan al ultraderechista Juan María Fernández y Krohn antes de que pueda atacar con una bayoneta al papa Juan Pablo II.
- 1983: en el Perú se reporta el primer caso de sida (síndrome de inmunodeficiencia adquirida) de ese país.[4]
- 1984: se inaugura el nuevo circuito de Gran Premio en Nürburgring. La primera carrera que se disputará en la nueva pista será una carrera de exhibición de turismos, en la que competirán, entre otros, los campeones del mundo de Fórmula 1 Keke Rosberg y Niki Lauda. El ganador es Ayrton Senna.
- 1985: en las elecciones del estado de Renania del Norte-Westfalia (Alemania), el SPD del ministro presidente Johannes Rau consiguió un resultado récord con el 52.1 % de los votos.
- 1989: en la ciudad de San Bernardino, 92 km al este de Los Ángeles (estado de California) sucede el desastre del tren en San Bernardino, en el que mueren cuatro personas: dos de los conductores y dos niños: Jason Thompson (10) y Tyson White (7), quienes murieron asfixiados cuando el tren aplastó una de las casas de la vecina calle Duffy. Una semana después (25 de mayo de 1989) se produce un accidente no relacionado: explota un oleoducto subterráneo de gasolina, que mata a dos personas más.
- 1990: en Francia, Jeanne Calment se convierte en la persona más anciana del mundo, y en los años siguientes hará aumentar la esperanza de vida humana máxima probada en más de siete años, hasta los 122 años y 164 días.
- 1990: en el Palacio de Bellas Artes (Ciudad de México) el cantante mexicano Juan Gabriel realiza el último de cuatro exitosos conciertos consecutivos.
- 1990: en las lomas de Bracho, cerca de la ciudad de Zacatecas (México) Juan Pablo II realiza una misa multitudinaria.
- 1991: la Unión Soviética destruye el último de sus misiles nucleares de mediano alcance, del tipo RSD‑10, en cumplimiento del Tratado INF.
- 1991: en Santiago de Chile se inaugura el canal de televisión La Red.
- 1995: en España, el actor Fernando Fernán Gómez es galardonado con el premio Príncipe de Asturias de las Artes.
- 1996: en Nepal, a 240 km al oeste del monte chino-nepalí Everest, el español Carlos Carsolio y su hermano Alfredo hacen cumbre en el monte Manaslu. Para Carlos sería su anhelado decimocuarto y último ochomil, convirtiéndose así en la cuarta persona en la historia y el más joven (33 años) en realizar la hazaña.
- 1997: la primera guerra chechena termina con la firma de un tratado de paz por el presidente ruso Boris Yeltsin y el presidente checheno Aslán Masjádov. Sin embargo, el estatus político de Chechenia no está aclarado en el tratado.
- 1998: en la Universidad de Trisakti, en el centro de la ciudad de Yakarta (Indonesia), el ejército indonesio ―por órdenes del dictador Suharto― dispara contra una manifestación de estudiantes, matando a cuatro e hiriendo a decenas. Esto provoca disturbios generalizados y la caída del dictador Suharto.
- 1998: en Hamburgo (Alemania), el Tribunal Regional emite una sentencia sobre la responsabilidad por los enlaces en Internet, a la que posteriormente se hace referencia en innumerables «descargos de responsabilidad de sitios web».
- 1998: después de que el 6 de mayo comenzaran los conflictos fronterizos entre Eritrea y Etiopía, Eritrea ocupa el Triángulo de Yirga. Esto intensificó los incidentes hasta provocar la guerra entre Eritrea y Etiopía en la frontera establecida por las potencias coloniales europeas en la década de 1920.
- 2000: en el distrito de Southwark (Londres) se inaugura la Tate Gallery of Modern Art en una antigua central eléctrica de carbón. El edificio, originalmente diseñado por Giles Gilbert Scott, fue rediseñado por el estudio de arquitectura suizo Herzog & De Meuron por 134 millones de libras.
- 2001: en la ciudad de Copenhague (Dinamarca) se celebra la XLVI edición de Festival de la Canción de Eurovisión. El dúo estonio compuesto por Tanel Padar y Dave Benton logran el primer puesto con la canción Everybody.
- 2002: en La Habana (Cuba), el presidente Jimmy Carter visita durante cinco días al presidente Fidel Castro, siendo el primer presidente estadounidense, dentro o fuera de su mandato, que visita la isla desde la Revolución cubana (1 de enero de 1959).
- 2002: en el Cosmódromo de Baikonur (Kazajistán), colapsa el techo de un hangar, destruyendo uno de los últimos transbordadores espaciales rusos, el Burán 1.01. Mueren ocho miembros del equipo de reparación.
- 2003: en la capital de Arabia Saudita, la banda terrorista Al Qaeda perpetra los ataques con bombas en el complejo de Riad, que matan a 39 personas.
- 2004: en Grecia, el Gobierno emite la primera moneda conmemorativa de 2 € con el diseño de los juegos Olímpicos de Atenas.
- 2004: la Comisión Europea presenta un documento de estrategia sobre la Política Europea de Vecindad. El objetivo es ofrecer a los países sin perspectivas de adhesión incentivos para modernizar su política, su economía y su sociedad mediante vínculos más fuertes con la Unión Europea con el fin de crear «un anillo de estados estables y amigos».
- 2006: en São Paulo (Brasil), la banda narcoterrorista Primer Comando de la Capital perpetra ataques contra la población civil y la policía que dejarán al menos 141 muertos.
- 2006: en Teherán (Irán) los azeríes indignados una caricatura islamofoba publicada en una revista, promueven un levantamiento, y este termina en disturbios masivos en todo el país.
- 2008: en Sichuan (China) sucede un terremoto de magnitud 7,9 en la escala de Richter, que mata a más de 69 000 personas. Unas 5.6 millones de personas se quedan sin hogar.
- 2008: en Postville (estado de Iowa) ―bajo la presidencia del George W. Bush (genocida de Irak) ―, el Servicio de Inmigración y Control de Aduanas lleva a cabo la redada más grande jamás realizada en un lugar de trabajo, y arresta a casi 400 extranjeros pobres sin documentos y los deporta de manera inhumana.
- 2010: en Trípoli (Libia) el vuelo 771 de Afriqiyah Airways se estrella en la aproximación final al Aeropuerto Internacional de Trípoli, en la que pierden la vida 103 personas. El único superviviente fue un niño de 9 años.
- 2010: con la apertura del Daraja la Umoja (Puente de la Unidad) sobre el río Rovuma entre Tanzania y Mozambique, existe por primera vez una conexión vial directa y continua a lo largo de toda la costa de África Oriental sobre el océano Índico.
- 2010: en el vuelo 771 de Afriqiyah Airways, un avión Airbus A330 se estrella en la pista del Aeropuerto Internacional de Trípoli durante una maniobra de «vuelta al aire» en malas condiciones de visibilidad. Según cifras oficiales, 103 personas murieron.
- 2010: en Hamburgo (Alemania) el Atlético de Madrid se proclama campeón de la UEFA Europa League tras derrotar al Fulham por 2 goles a 1.
- 2012: Los indignados de España retoman las protestas en las principales ciudades españolas.[5]
- 2012: en Guanajuato (México) el Club León se proclama campeón de la Liga de Ascenso MX tras derrotar a los Correcaminos de la UAT por 5 goles a 0 en el partido de vuelta.
- 2012: por primera vez, el Borussia Dortmund gana el doblete del campeonato y la Copa DFB. Robert Lewandowski marcó tres goles en la victoria por 5-2 contra el FC Bayern Múnich.
- 2013: en la Ciudad del Vaticano, el papa Francisco canoniza a la beata Madre Laura (1874-1949), primera santa colombiana.[6]
- 2014: en Ucrania, las regiones de Lugansk y Donetsk (de habla rusa) se declaran independientes del estado «otanista» de Ucrania y formalizan un próximo referéndum para su unión con Rusia.
- 2014: en Nueva York (Estados Unidos), la irlandesa Mairead Maguire y el argentino Adolfo Pérez Esquivel ―ambos premios nobel de la paz―, junto con un centenar de catedráticos de Estados Unidos y Canadá, solicitan a la organización estadounidense de derechos humanos Human Rights Watch que expulse de su junta directiva a todas las personas involucradas con el Gobierno de Estados Unidos y con la CIA (Agencia Central de Inteligencia) y a Javier Solana (exsecretario general de la OTAN).[7][8]
- 2015: en Kodari, en la frontera entre los distritos de Dolakha y Sindhupalchowk (Nepal), sucede un terremoto de magnitud 7.3 en la escala sismológica de Richter, que deja 218 muertos y más de 3500 heridos.
- 2015: en Filadelfia (Estados Unidos) se descarrila un tren, que deja 8 muertos y más de 200 heridos.
- 2017: el ataque de ransomware WannaCry afecta a más de 400 000 computadoras en todo el mundo, teniendo como blanco a las computadoras de las empresas de telefonía y del Servicio Nacional de Salud (Reino Unido).
- 2018: en París, un terrorista anticomunista checheno, miembro de la banda terrorista Estado Islámico perpetra un ataque con cuchillo. Mata a una persona y hiere a varias más. La policía en París lo mata a tiros.
- 2018: en Lisboa (Portugal), la cantante Netta Barzilai gana el Festival de la Canción de Eurovisión con la canción Toy para Israel.
- 2018: a pesar de una victoria en la última jornada, el Hamburger SV desciende de la Bundesliga por primera vez y como último miembro fundador de la Bundesliga después de 55 temporadas en la liga.
- 2019: un usuario anónimo de la red social 4chan publica una fotografía de paredes amarillas, dando inicio a la creepypasta de los backrooms (un laberinto interminable de oficinas generados aleatoriamente).
- 2022: se toma la foto de Sagitario A, un agujero negro supermasivo en el centro de la Vía Láctea, alrededor del cual gira toda la galaxia.
- 2023: en Puerto Rico (colonia de Estados Unidos), luego de varios días de recuento, Jesús Manuel Ortiz gana la primaria para presidente del Partido Popular Democrático.
- 2024: terminan las tormentas solares de mayo de 2024, el conjunto de tormentas geomagnéticas más potente desde las tormentas solares de Halloween de 2003.

## Nacimientos
- 1010: Song Renzong, cuarto emperador de China de la dinastía Song.
- 1325: Roberto II del Palatinado, aristócrata («conde del Rin») y político («elector del Palatinado») bávaro (f. 1398).
- 1401: Shoko Tenno, aristócrata («101.º emperador») japonés (f. 1428).
- 1471: Dorotea de Brandeburgo, monja católica alemana (f. 1520), abadesa del monasterio de las Clarisas de Bamberg.
- 1479: Pompeo Colonna, arzobispo y cardenal católico italiano (f. 1532).
- 1496: Gustavo I Vasa, aristócrata sueco, rey entre 1523 y 1560 (f. 1560).
- 1515: Cristóbal de Wurtemberg, duque de Wurtemberg.
- 1529: Sabina de Brandeburgo-Ansbach, aristócrata («princesa») y política alemana (f. 1575), electora de Brandeburgo.
- 1590: Cosme II de Médici, aristócrata («gran duque de Toscana») florentino (f. 1621).
- 1606: Joachim von Sandrart, historiador de arte, pintor, grabador y artista alemán (f. 1688), fundador de la Academia Alemana de Arquitectura, Imagen y Artes de la Pintura.
- 1622: Louis de Buade de Frontenac, militar y funcionario colonial francocanadiense (f. 1698), 3.º gobernador general de Nueva Francia (Canadá).
- 1626: Louis Hennepin, sacerdote, misionero y explorador flamenco-francés (f. 1705).
- 1638: Pedro Atanasio Bocanegra, pintor español (f. 1689).
- 1670: Augusto II el Fuerte, aristócrata («elector de Sajonia») polaco (f. 1733), rey de Polonia entre 1697 y 1733.
- 1671: Erdmann Neumeister, himnista, poeta y teólogo alemán.
- 1700: Luigi Vanvitelli, arquitecto e ingeniero italiano (f. 1773), diseñó el Palacio de Caserta y el Palacio Real de Milán.
- 1703: Joseph-Nicolas-Pancrace Royer, compositor, clavecinista y cantante francés.
- 1706: François Boissier de Sauvages de Lacroix, médico y botánico francés.
- 1707: Jean-Baptiste Barrière, violonchelista y compositor francés.
- 1707: Francisco Salzillo, escultor español (f. 1783).
- 1725: Luis Felipe I, aristócrata («duque de Orleans») francés (f. 1785).
- 1729: Michael von Melas, general austríaco.
- 1739: Johann Baptist Wanhal, organista y compositor bohemio checo-austríaco (f. 1813).
- 1752: Gabriel de Borbón, aristócrata español (f. 1788).
- 1753: Agustín Esteve, pintor español (f. 1820).
- 1754: Franz Anton Hoffmeister, compositor y editor alemán (f. 1812).
- 1755: Giovanni Viotti, violinista y compositor italiano (f. 1824), considerado uno de los padres de la técnica moderna del violín.
- 1767: Manuel Godoy (el Príncipe de la Paz), mariscal de campo y político español (f. 1851), primer ministro de España.
- 1775: Condesa de Bureta (María de la Consolación Azlor), heroína española (f. 1814).
- 1776: José de La Mar, político y líder militar peruano, presidente del Perú entre 1827 y 1829 (f. 1830).
- 1797: Johann Hermann Kufferath, compositor alemán.
- 1800: Jean-Félix Adolphe Gambart, astrónomo francés.
- 1802: Jean-Baptiste Henri Lacordaire, sacerdote dominico, predicador y teólogo francés (f. 1861).
- 1803: Justus von Liebig, químico y profesor alemán de química, pionero de la química orgánica (f. 1873); en 1865 fundó la Compañía Liebig de Extracto de Carne, que conservaba la carne en pastillas (Jules Verne incluye estas ingeniosas «pastillas Liebig» en la alimentación de sus astronautas en viaje a la Luna).
- 1804: Robert Baldwin, abogado y político canadiense, 3.º primer ministro de Canadá Occidental (f. 1858).
- 1806: Georg Adolf Erman, físico alemán.
- 1806: Johan Vilhelm Snellman, filósofo y político finlandés (f. 1881).
- 1812: Edward Lear, pintor, ilustrador, poeta, humorista y escritor británico-inglés (f. 1888).
- 1812: Lorenzo Nina, clérigo italiano, cardenal, cardenal secretario de Estado.
- 1814: Adolf von Henselt, pianista y compositor alemán (f. 1889).
- 1815: Louis Jules Trochu, general francés, presidente del Consejo de Defensa Nacional.
- 1817: Edmund Heusinger von Waldegg, ingeniero mecánico alemán y pionero del ferrocarril.
- 1820: Josef Mánes, pintor checo y representante del Romanticismo.
- 1820: Florence Nightingale, enfermera, reformadora social y estadística italo-británica (f. 1910), pionera de la enfermería moderna, reformadora del sistema médico y de salud británico.
- 1823: John Russell Hind, astrónomo británico.
- 1825: Aquileo Parra, militar y político colombiano, presidente de Colombia entre 1876 y 1878 (f. 1900).
- 1828: Dante Gabriel Rossetti, poeta y pintor británico-inglés (f. 1882).
- 1840: Alejandro Gorostiaga, coronel chileno (f. 1912).
- 1842: Jules Massenet, compositor francés de óperas (f. 1912).
- 1842: José Luis Pellicer, dibujante y pintor español (f. 1901).
- 1845: Gabriel Fauré, organista, pianista, compositor y educador francés (f. 1924).
- 1850: Henry Cabot Lodge, político (senador) e historiador estadounidense (f. 1924).
- 1854: Max Bernstein, abogado, crítico y dramaturgo alemán.
- 1856: Pedro Lascuráin, político mexicano, presidente de México en 1913 (f. 1952).
- 1856: Andreas Franz Wilhelm Schimper, botánico alemán.
- 1861: Hugo von François, oficial alemán.
- 1863: Charles Bordes, compositor y educador musical francés.
- 1866: Gustav Adolf von Götzen, oficial alemán y explorador africano.
- 1868: Al Shean, comediante germano-estadounidense.
- 1868: Myrtle Corbin, artista de espectáculos secundarios estadounidense.
- 1869: Carl Schuhmann, levantador de pesas, atleta, campeón olímpico, gimnasta y luchador alemán (f. 1946).
- 1872: Anton Korošec, sacerdote y político esloveno, 10.º primer ministro de Yugoslavia (f. 1940).
- 1875: Charles Holden, arquitecto británico-inglés (f. 1960), diseñó la Biblioteca Central de Bristol.
- 1878: Massimo Bontempelli, escritor italiano.
- 1880: Lincoln Ellsworth, explorador polar estadounidense (f. 1951).
- 1882: Franz Ruttner, limnólogo alemán.
- 1882: Víctor Domingo Silva, poeta chileno (f. 1960).
- 1885: Charles Dullin, actor, director y director teatral francés.
- 1885: Mario Sironi, pintor italiano.
- 1888: Egmont Colerus, escritor austríaco.
- 1888: Theodor Reik, psicoanalista austríaco-estadounidense.
- 1888: Fritz Schäffer, ministro federal de Finanzas alemán.
- 1889: Otto Frank, comerciante judío germano-suizo (f. 1980), sobreviviente del Holocausto nazi; padre de la niña Ana Frank.
- 1889: Abelardo L. Rodríguez, político mexicano (f. 1967), presidente de México entre 1932 y 1934.
- 1890: Kurt Student, general alemán de la fuerza aérea nazi (f. 1978).
- 1891: Juan Andrew Almazán, militar, político y empresario mexicano (f. 1965).
- 1892: Fritz Kortner, actor y director austríaco de teatro (f. 1970), expatriado en Alemania.
- 1895: William Giauque, químico y académico canadiense-estadounidense (f. 1982), premio nobel de química en 1949.
- 1895: Jiddu Krishnamurti, teósofo y «gurú» indio expatriado en Estados Unidos, escritor de libros de autoayuda (f. 1986).
- 1896: Erich Correns, químico y político alemán.
- 1897: Earle Nelson, asesino en serie y violador estadounidense (f. 1928).
- 1899: Maurice Carême, escritor belga.
- 1899: Indra Devi (Eugenie Peterson), gimnasta y empresaria letona (f. 2002), inventó el yoga como ejercicio físico.
- 1900: Pedro Puig Adam, matemático español (f. 1960).
- 1900: Helene Weigel, actriz y directora alemana del Berliner Ensemble (f. 1971), esposa de Bertolt Brecht.
- 1903: Lennox Berkeley, compositor británico.
- 1903: Wilfrid Hyde-White, actor británico-inglés (f. 1991).
- 1905: Herbert Busemann, matemático estadounidense.
- 1906: Antonio Bravo, actor hispano-mexicano (f. 1992).
- 1906: Maurice Ewing, físico estadounidense.
- 1907: Leslie Charteris, escritora y guionista británico-inglesa (f. 1993).
- 1907: Katharine Hepburn, actriz estadounidense (f. 2003).
- 1908: Nicholas Kaldor, economista húngaro (f. 1986), expatriado en el Reino Unido.
- 1908: Alejandro Scopelli, futbolista y entrenador argentino-italiano.
- 1910: Johan Ferrier, educador y político surinamés, 1.º presidente de Surinam (f. 2010).
- 1910: Dorothy Hodgkin, bioquímica, cristalógrafa y académica británico-inglesa (f. 1994), premio nobel de química en 1964.
- 1910: Gordon Jenkins, músico estadounidense.
- 1910: Giulietta Simionato, soprano italiana (f. 2010).
- 1911: Wilhelm Leichum, atleta alemán, medallista olímpico.
- 1912: Archibald Cox, abogado estadounidense, investigador especial en el escándalo Watergate.
- 1913: Ígor Bondarevski, ajedrecista, entrenador y escritor soviético de libros sobre ajedrez (f. 1979).
- 1913: Jamelão, sambista brasileño (f. 2008).
- 1914: Bertus Aafjes, escritor neerlandés (f. 1993).
- 1915: Hermano Roger (Roger Schutz), teólogo y sacerdote protestante suizo, fundador de la orden ecuménica masculina de Taizé (f. 2005, asesinado a puñaladas durante un rezo vespertino).
- 1918: Mary Kay Ash, empresaria estadounidense (f. 2001), fundó la empresa de cosméticos Mary Kay Cosmetics.
- 1918: Alfred Bickel, futbolista y entrenador suizo.
- 1918: Julius Rosenberg, espía estadounidense (f. 1953), ejecutado junto a su esposa Ethel por el Gobierno estadounidense.
- 1920: Vilém Flusser, filósofo de los medios, científico de la comunicación y escritor checoslovaco (f. 1991).
- 1921: Giovanni Benelli, clérigo italiano, arzobispo de Florencia, cardenal.
- 1921: Joseph Beuys, artista, escultor e ilustrador alemán (f. 1986).
- 1922: Marco Denevi, escritor argentino (f. 1998).
- 1922: Roy Salvadori, piloto de carreras y director técnico británico-inglés (f. 2012).
- 1924: Claribel Alegría, escritora nicaragüense (f. 2018).
- 1924: Tony Hancock, actor, productor y guionista británico-inglés (f. 1968).
- 1925: Yogi Berra, jugador de béisbol, entrenador y mánager estadounidense (f. 2015).
- 1926: James Samuel Coleman, sociólogo estadounidense.
- 1926: Luis Molowny, futbolista y entrenador español (f. 2010).
- 1927ː Barbara Dane, músico, productora musical y activista estadounidense.
- 1928: Burt Bacharach, cantautor, compositor, pianista y productor estadounidense (f. 2023).
- 1929: Ágnes Heller, filósofa húngara (f. 2019).
- 1929: Sam Nujoma, político namibio (f. 2025), 1.º presidente de Namibia entre 1990 y 2005.
- 1930: Jess Franco (Jesús Franco), director, cineasta, productor, guionista, director de fotografía, compositor, montador y actor español (f. 2013).
- 1930: Patricia McCormick, buceadora estadounidense.
- 1933: Andréi Voznesenski, poeta y escritor ruso.
- 1935: Felipe Alou, jugador de béisbol, entrenador y mánager dominicano expatriado en Estados Unidos.
- 1935: Gary Peacock, bajista de jazz estadounidense.
- 1936: Klaus Doldinger, músico y saxofonista alemán.
- 1936: Guillermo Endara, político y abogado panameño (f. 2009), 32.º presidente de Panamá entre 1989 y 1994, fundador del partido Vanguardia Moral de la Patria, relacionado con narcotraficantes.[9]
- 1936: Millie Perkins, actriz estadounidense.
- 1936: Frank Stella, pintor y escultor estadounidense (f. 2024).
- 1937: Beryl Burton, ciclista británico-inglesa (f. 1996).
- 1937: George Carlin, comediante, actor y escritor ateo estadounidense (f. 2008).
- 1937: George Carlin, comediante, actor y escritor estadounidense.
- 1937: Horst Kassner, piloto de motociclismo alemán.
- 1938: Phanor Arizabaleta, narcotraficante colombiano (f. 2016).
- 1941: Katalin Benkő, piragüista húngaro.
- 1942: Ian Dury, cantautor británico-inglés (f. 2000).
- 1942: Michel Fugain, cantante y compositor francés.
- 1942: Barry B. Longyear, escritor estadounidense de ciencia ficción.
- 1942: Billy Swan, músico country estadounidense.
- 1943: Hugo Camps, periodista, columnista y escritor belga (f. 2022).
- 1943: Mercè Sala, economista y política española (f. 2008).
- 1944: Chris Patten, académico y político británico-inglés, 28.º gobernador de Hong Kong.
- 1945: Alan Ball, futbolista y entrenador británico-inglés (f. 2007).
- 1945: Claudia Gravy, actriz española nacida en Zaire.
- 1945: Ian McLagan, tecladista y compositor británico-inglés de rock (f. 2014).
- 1945: Diana Raznovich, escritora, creadora teatral y dibujante argentina.
- 1946: Daniel Libeskind, arquitecto estadounidense, representante del deconstructivismo; diseñó el Museo Judío de Berlín y el Museo Imperial de la Guerra Norte.
- 1946: L. Neil Smith, escritor estadounidense de ciencia ficción y crítico de la globalización.
- 1947: Michael Ignatieff, periodista y político canadiense.
- 1947: Georg von Rauch, anarquista y mártir político alemán (f. 1971).
- 1948: Lindsay Crouse, actriz estadounidense.
- 1948: Guillermo Pérez Villalta, pintor español.
- 1948: Richard Riehle, actor estadounidense.
- 1948: Steve Winwood, cantautor, músico y multiinstrumentista británico-inglés, miembro de la banda Traffic.
- 1949: Moto Hagio, mangaka japonés.
- 1950: Bruce Boxleitner, actor y escritor estadounidense.
- 1950: Gabriel Byrne, actor de cine (Los sospechosos de siempre, El hombre de la máscara de hierro, La guerra de los mundos), cineasta y productor irlandés.
- 1950: Ronnie Foster, pianista, organista y compositor estadounidense.
- 1950: Billy Squier, cantautor y guitarrista estadounidense de rock.
- 1950: Renate Stecher, atleta alemana, campeona olímpica.
- 1950: David A. R. White, actor, productor y guionista estadounidense.
- 1951: George Karl, jugador y entrenador de baloncesto estadounidense.
- 1954: Friðrik Þór Friðriksson, director de cine y cineasta islandés.
- 1954: Rafael Yglesias, escritor y guionista estadounidense.
- 1956: Greg Phillinganes, tecladista de sesión estadounidense.
- 1956: Carlos Taibo, anarquista español.
- 1957: Claudio da Passano, actor argentino (f. 2023).
- 1957: Lou Whitaker, jugador de béisbol estadounidense.
- 1958: Massimo Briaschi, futbolista italiano y agente de jugadores.
- 1958: Eric Singer, baterista y músico estadounidense, de las bandas Kiss y Alice Cooper.
- 1959: Ving Rhames, actor estadounidense.
- 1960: Lisa Martin-Ondieki, corredora de larga distancia australiana, medallista olímpica.
- 1961: Thomas Dooley, futbolista estadounidense.
- 1961: Billy Duffy, guitarrista británico.
- 1962: Emilio Estévez, actor estadounidense, hijo del actor Martin Sheen y hermano de Charlie Sheen.
- 1962: April Grace, actriz estadounidense.
- 1962: Brett Gurewitz, guitarrista y compositor estadounidense.
- 1962: Einar Arnaldur Melax, músico y compositor islandés, de la banda The Elgar Sisters.
- 1963: Gavin Hood, cineasta sudafricano.
- 1963: Stefano Modena, piloto italiano de Fórmula 1.
- 1963: Beatriz Valdés, actriz de teatro, cine y televisión cubano-venezolana.
- 1964: José Casanova Mendoza, futbolista peruano, víctima de la Tragedia aérea del Club Alianza Lima (f. 1987).
- 1964: Julius Maada Bio, militar y político sierraleonés, presidente de Sierra Leona desde 2018.
- 1964: Ferdinand von Schirach, abogado y escritor alemán.
- 1966: Stephen Baldwin, actor estadounidense.
- 1966: Bebel Gilberto, cantante y compositora brasileña.
- 1966: Deborah Kara Unger, actriz canadiense.
- 1967: Mireille Bousquet-Mélou, matemática francesa.
- 1967: Paul D’Amour, bajista estadounidense, de la banda Tool.
- 1967: Bill Shorten, político australiano.
- 1968: Tony Hawk, patinador profesional, skater y actor estadounidense.
- 1968: Falilat Ogunkoya, deportista nigeriano.
- 1968: Bettina Stark-Watzinger, política alemana y ministra federal.
- 1969: Kim Fields, actriz estadounidense.
- 1970: Jim Furyk, golfista estadounidense.
- 1970: Olga Kachura (52), militar soviético-ucraniana de la República Popular de Donetsk (f. 2022).
- 1970: Samantha Mathis, actriz estadounidense.
- 1970: Gerald Teschl, matemático austríaco.
- 1970: Mike Weir, golfista canadiense.
- 1971: Alejandro Irarragorri, empresario mexicano.
- 1972: Antonio Bosch Conde, escritor español.
- 1972: Yadhira Carrillo, actriz mexicana.
- 1972: Rhea Seehorn, actriz estadounidense (Better call Saul).
- 1975: Jonah Lomu, jugador neozelandés de rugby (f. 2015).
- 1975: Jared Polis, político, empresario y filántropo estadounidense, gobernador del estado de Colorado desde 2019.
- 1976: Erwin Lemmens, futbolista belga.
- 1977: Jeffrey Aubynn, futbolista sueco.
- 1977: Graeme Dott, jugador y entrenador de snooker británico-escocés.
- 1977: László Mészáros, futbolista húngaro (f. 2024).
- 1977: Maryam Mirzakhani, matemática iraní (f. 2017).
- 1978: Malin Åkerman, modelo, actriz y cantante sueco-canadiense.
- 1978: Jason Biggs, actor y comediante estadounidense.
- 1978: Hossein Rezazadeh, levantador de pesas iraní.
- 1978: Sied van Riel, productor musical y diyéi neerlandés.
- 1979: Joaquim Rodríguez, ciclista español.
- 1979: Pablo Sciuto, cantautor y poeta uruguayo.
- 1979: Aaron Yoo, actor estadounidense.
- 1979: Radwan Al Azhar, futbolista sirio.
- 1980: Keith Bogans, baloncestista estadounidense.
- 1980: Silvestre Dangond, cantautor colombiano de música vallenata.
- 1980: Antonio López, futbolista español.
- 1980: Rishi Sunak, político británico, primer ministro del Reino Unido entre 2022 y 2024.
- 1981: Astrix, DJ y productor israelí de progressive y psytrance.
- 1981: Andre Brown, baloncestista estadounidense.
- 1981: Erica Campbell, modelo estadounidense.

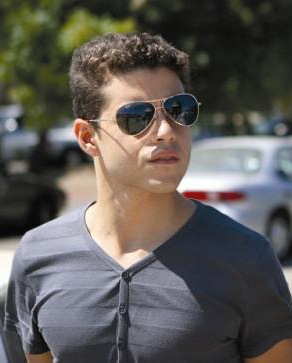
Rami Malek

- 1981: Rami Malek, actor estadounidense.
- 1981: Naohiro Ishikawa, futbolista japonés.
- 1982: Marvin Anderson, velocista jamaicano.
- 1982: Sebastian Hoeneß, futbolista y entrenador alemán.
- 1983: Alicja Bachleda-Curuś, actriz germano-polaca.
- 1983: Igor de Camargo, futbolista brasileño-belga.
- 1983: Domhnall Gleeson, actor irlandés, hijo del también actor Brendan Gleeson.
- 1983: Axel Hervelle, baloncestista belga.
- 1983: Alina Kabáyeva, gimnasta rusa.
- 1983: Yujiro Kushida, artista marcial mixto y luchador japonés.
- 1984: Emily Beecham, actriz británica.
- 1984: Justin Williams, baloncestista estadounidense.
- 1984: Temur Juraev, futbolista uzbeko.
- 1985: Jaime Gavilán, futbolista español.
- 1985: Dániel Tőzsér, futbolista húngaro.
- 1985: Viacheslav Kaláshnikov, futbolista ruso.
- 1986: Mouhamed Sené, baloncestista senegalés.

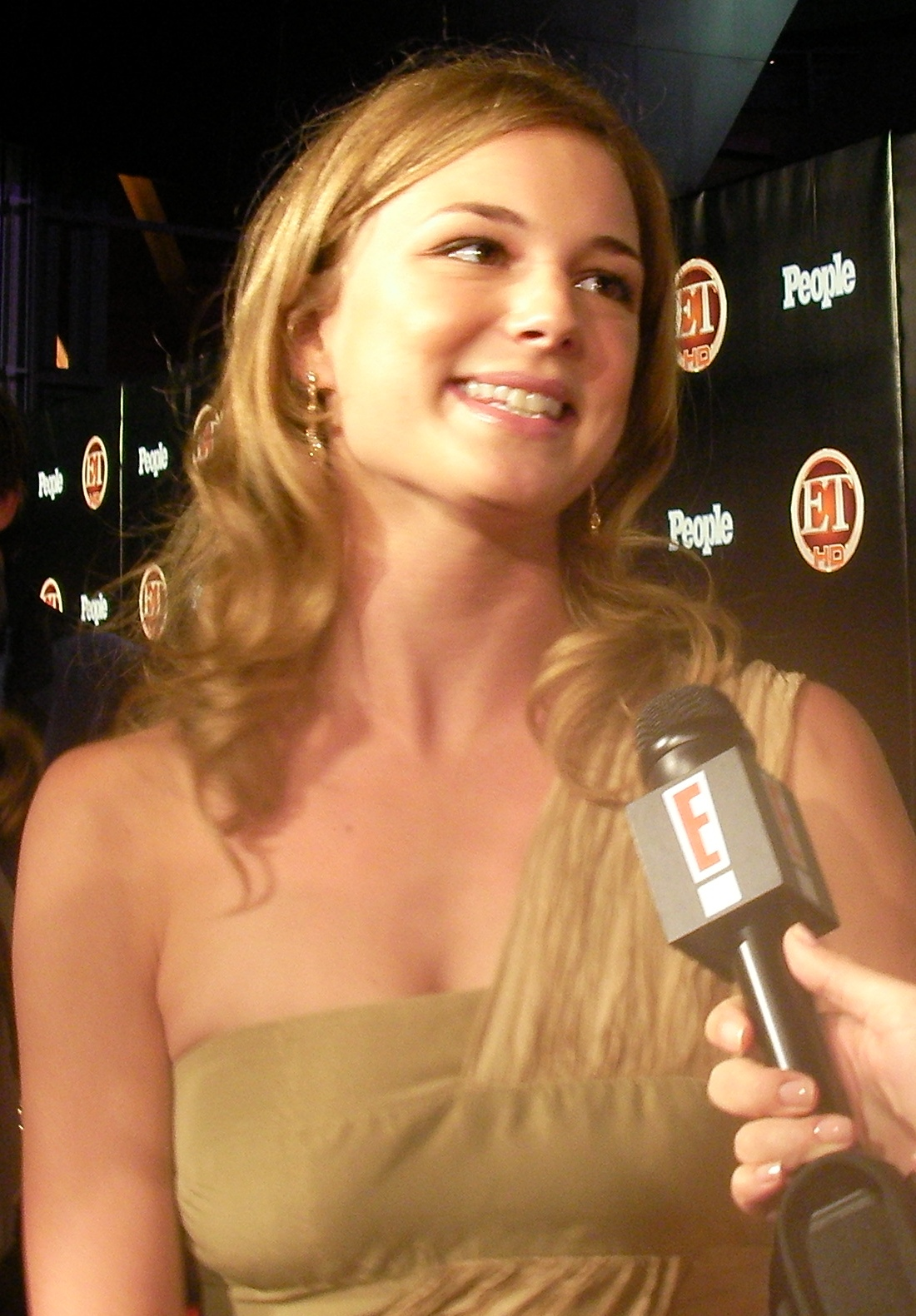
Emily VanCamp

- 1986: Emily VanCamp, actriz canadiense.
- 1987: Kieron Pollard, jugador trinitense de críquet.
- 1987: Chris Pontius, futbolista estadounidense.
- 1987: Robbie Rogers, futbolista estadounidense.
- 1988: Aja Evans, bobsledder estadounidense.
- 1988: Liu Xiaolong, jugador de bádminton chino.
- 1988: Marcelo (Marcelo Vieira), futbolista brasileño.
- 1988: Babett Peter, futbolista alemán.
- 1988: Marcelo Vieira, futbolista brasileño.
- 1989: Eleftheria Eleftheriou, cantante, músico y actriz grecochipriota.
- 1990: Tobias Strobl, futbolista alemán.
- 1990: Oliver Kragl, futbolista alemán.

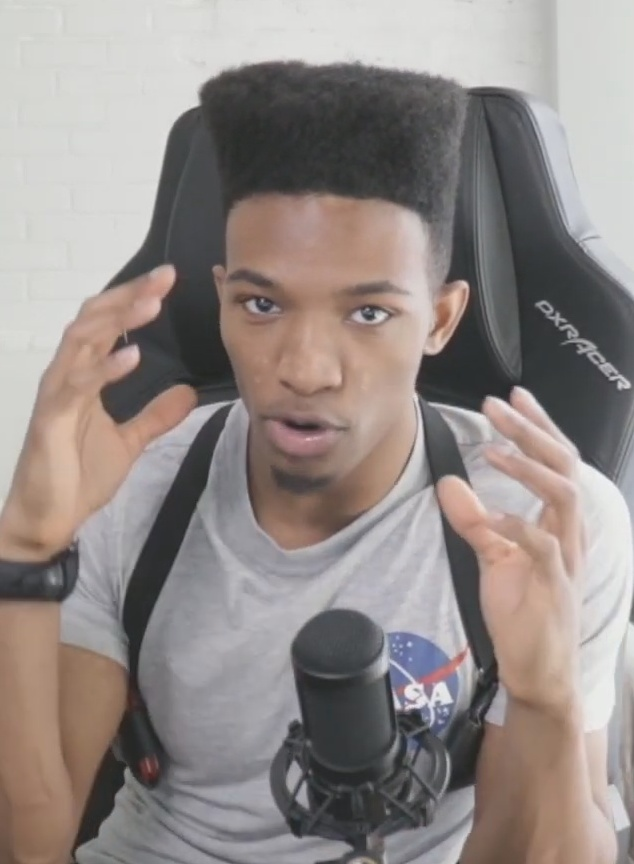
Etika

- Etika1990: Etika, youtuber y transmisora en vivo estadounidense (f. 2019).
- 1991: Joe Dombrowski, ciclista estadounidense.
- 1991: Niccolò Giannetti, futbolista italiano.
- 1991: Álex Barrera, futbolista español.
- 1991: Hamza Al-Dardour, futbolista jordano.
- 1991: Martyna Radosz, remera polaca.
- 1992: Vetle Sjåstad Christiansen, biatleta noruego.
- 1992: Erik Durm, futbolista alemán.
- 1992: Malcolm David Kelley, actor estadounidense.
- 1992: Matt Savage, músico y erudito autista estadounidense.
- 1993: Wendy Holdener, esquiadora suiza.
- 1993: Nicolás Fabián Rodríguez, futbolista argentino.
- 1993: Timo Horn, futbolista alemán.
- 1993: Jannich Storch, futbolista danés.
- 1993: Pablo González Juárez, futbolista español.
- 1993: Federica Di Criscio, futbolista italiana.
- 1994: Mostafa Fathi, futbolista egipcio.
- 1994: Ayumi Niekawa, futbolista japonés.
- 1994: Naoto Kidoku, futbolista japonés.
- 1995: Luke Benward, actor estadounidense.
- 1995: Carlos Carbonell Gil, futbolista español.
- 1995: Masahide Hiraoka, futbolista japonés.
- 1995: Mariusz Stępiński, futbolista polaco.
- 1996: Sebastian Ofner, tenista austríaco.
- 1996: Kostas Tsimikas, futbolista griego.
- 1996: Fabrice Olinga, futbolista camerunés.
- 1996: Takaya Inui, futbolista japonés.
- 1996: Taiki Uchikoshi, futbolista japonés.
- 1997: Ismael Díaz de León, futbolista panameño.
- 1997: Gianna Dior, actriz pornográfica y modelo erótica estadounidense.
- 1997: Taylor Moore, futbolista inglés.
- 1997: Frenkie de Jong, futbolista neerlandés.
- 1997: Víctor López Ibáñez, futbolista español.
- 1997: Odeya Rush, actriz y modelo israelí.
- 1998: Nicole Ahsinger, gimnasta de trampolín estadounidense.
- 1998: Mo Bamba, baloncestista marfileño expatriado en Estados Unidos.
- 1998: Franchu Feuillassier, futbolista argentino.
- 1998: Juan Flere, futbolista argentino.
- 1998: Sveinn Aron Guðjohnsen, futbolista islandés.
- 1998: Yauhen Karmilchyk, boxeador bielorruso.
- 1998: Cosmin Pascari, remero rumano.
- 1998: Peng Shimeng, futbolista china.
- 1998: Campbell Stewart, ciclista neozelandés.
- 1998: Devis Vásquez, futbolista colombiano.
- 1998: Yovel Zoosman, baloncestista israelí.
- 1999: Melissa Bustos, futbolista chilena.
- 1999: Javier Rubio Haro, futbolista español.
- 1999: Hiroki Itō, futbolista japonés.
- 1999: Nair Tiknizyan, futbolista ruso.
- 2000: Andrea Stašková, futbolista checa.
- 2000: Gerónimo Tomasetti, futbolista argentino.
- 2000: Maksims Toņiševs, futbolista letón.
- 2000: Delfina Villar, voleibolista argentina.
- 2000: Juan Cruz Zurbriggen, futbolista argentino.
- 2000: Akira Schmid, jugador de hockey sobre hielo suizo.
- 2001: Fátima Arellano, futbolista mexicana.
- 2001: Saman Fallah, futbolista iraní.
- 2001: Issa Kaboré, futbolista burkinés.
- 2003: Ross McCausland, futbolista norirlandés.
- 2004: Álvaro Bastida, futbolista español.
- 2005: Zach Benson, jugador de hockey sobre hielo canadiense.
- 2006: Vasilije Adžić, futbolista montenegrino.

## Fallecimientos
- 805: Æthelhard, religioso católico inglés, arzobispo de Canterbury.
- 886: Hugo Abbas, abad laico, figura destacada del Imperio franco occidental.
- 940: Eutiquio de Alejandría, religioso egipcio, patriarca la ciudad de Alejandría (n. 877).
- 1003: Silvestre II (Gerberto d’Aurillac), erudito francés, papa entre 999 y 1003 (n. ca. 945).
- 1012: Sergio IV, sacerdote católico, papa de la Iglesia Católica (n. 970).
- 1025: Adalbero II, obispo de Basilea.
- 1060: Mathilde de Suabia, Duquesa de Suabia.
- 1088: Juan Dukas, hermano del emperador bizantino Constantino X.
- 1090: Liutold de Eppenstein, aristócrata («duque de Carintia») austríaco, margrave de Verona.
- 1109: Domingo de la Calzada, religioso, ingeniero, arquitecto y ermitaño castellano (n. 1019), canonizado por la Iglesia católica.
- 1160: Otón III, duque de Olomouc.
- 1161: Fergus de Galloway, aristócrata escocés.
- 1182: Valdemar I de Dinamarca, rey danés (n. 1131).
- 1203: Nantelmo de Ecublens, sacerdote católico suizo (n. 1160), obispo de la villa suiza de Sión (160 km al suroeste de Berna) entre 1196 a 1203.
- 1242: Guillermo I de Diepholz, obispo de Minden.
- 1243: Hubert de Burgh, aristócrata («1.º conde de Kent») inglés, juez de Inglaterra e Irlanda.
- 1277: Rodolfo I, aristócrata («conde de Tubinga») alemán.
- 1285: Bertoldo de Leiningen, sacerdote alemán, obispo de Bamberg.
- 1293: Thomas Bek, obispo de Saint David's.
- 1293: Enrique IV de Kuenring-Weitra, aristócrata ministerial en Ostarrîchi.
- 1331: Engelberto de Admont, abad y erudito benedictino.
- 1343: Kuno von Falkenstein, aristócrata alemán.
- 1361: Adhémar de Monteil, obispo de Metz.
- 1382: Juana I, reina de Nápoles.
- 1397: Heinrich Totting von Oyta, teólogo y filósofo alemán.
- 1417: Federico III von Moers, conde alemán de Moers y Saarwerden.
- 1424: Juan I de Hoya, Príncipe-Obispo de Paderborn y Hildesheim.
- 1447: Hein Hoyer, estadista y alcalde de Hamburgo.
- 1465: Tomás Paleólogo, aristócrata bizantino, déspota de Morea, príncipe de Acaya.
- 1490: Juana de Portugal y Coímbra, aristócrata («princesa») y regente portuguesa, de la Casa de Avis (n. 1452).
- 1521: Xicohténcatl, héroe y guerrero tlaxcalteca (n. 1484).
- 1525: Ana de Mecklemburgo, aristócrata («princesa de Mecklemburgo-Schwerin» y «landgravina de Hesse») alemana.
- 1529: Cecily Bonville, aristócrata («7.ª baronesa de Harington») inglesa (n. 1460).
- 1536: Detlev von Reventlow, sacerdote alemán, 1.º obispo protestante de Lübeck.
- 1571: Roman Sanguszko, hetman de campo lituano.
- 1596: Johann Philipp von Hohensax, aristócrata suizo.
- 1599: Murad Mirza, príncipe mogol (n. 1570), hijo del emperador mogol Akbar, invasor de la India.
- 1601: Ana III de Stolberg, monja alemana, 30.ª abadesa de la Abadía Imperial de Quedlinburg.
- 1616: Urban Pierius, teólogo protestante alemán.
- 1630: Cornelius Paulinus Swanenburg, jurista neerlandés.
- 1634: George Chapman, poeta y dramaturgo inglés (n. 1559).
- 1641: Thomas Wentworth, aristócrata («1.º conde de Strafford»), militar y político inglés (n. 1593), lord teniente de Irlanda.
- 1641: Thomas Wentworth, primer conde de Strafford, político inglés.
- 1642: Safi I, Sha de los safávidas.
- 1654: Burchard Lösekanne, comerciante de Bremen y anciano de los comerciantes.
- 1659: Johann Wachmann el Viejo, Síndico de la Ciudad Libre Hanseática de Bremen.
- 1660: Hans Friedrich von Knoch, miembro alemán de la Fruchtbringende Gesellschaft.
- 1661: Jacob Willemsz Delff el Joven, pintor neerlandés y capitán del puerto de la ciudad de Delft.
- 1684: Edme Mariotte, físico y sacerdote francés (n. 1620).
- 1697: Georges d'Aubusson de La Feuillade, clérigo francés.
- 1699: Lucas Achtschellinck, pintor paisajista flamenco (n. 1626).
- 1700: Johannes Brever, teólogo luterano alemán.
- 1700: John Dryden, poeta, crítico literario y dramaturgo británico-inglés (n. 1631).
- 1701: Johann Schmuzer, estucador alemán.
- 1701: Jan Ignác František Vojta, médico, violinista y compositor checo.
- 1708: Adolfo Federico II, aristócrata («duque de Mecklenburg-Strelitz») alemán (n. 1658).
- 1712: Adrian Beier el Joven, jurista alemán.
- 1715: Johann Christian Adami, teólogo y escritor de himnos alemán.
- 1732: Cristina Luisa de Frisia Oriental, condesa de Wied-Runkel.
- 1738: Carlos III Wilhelm, margrave de Baden-Durlach, fundador de Karlsruhe.
- 1748: Thomas Lowndes, astrónomo y académico británico-inglés (n. 1692).
- 1759: Lambert-Sigisbert Adam, escultor francés (n. 1700).
- 1759: Johann Michael Winterhalder, escultor alemán.
- 1760: Dominikus Hermengild Herberger, escultor alemán.
- 1761: Johann Christian Köhler, constructor de órganos alemán.
- 1761: Louis Charles de Lameth, general francés.
- 1766: Michael Christoph Brandenburg, clérigo luterano evangélico alemán, poeta y libretista.
- 1771: Johann Matthias Schreiber, constructor de órganos alemán.
- 1772: Johann Friedrich Gühling, teólogo protestante alemán.
- 1775: Federica de Sajonia-Altenburgo-Gotha, duquesa de Sajonia-Weissenfels.
- 1777: Josef Kohaut, compositor y laudista austríaco.
- 1784: Abraham Trembley, zoólogo y académico suizo (n. 1710).
- 1791: Wenzel Trnka von Krzowitz, médico, profesor de medicina y compositor aficionado checo.
- 1792: Charles Simon Favart, dramaturgo y compositor francés (n. 1710).
- 1795: Johann George Albrecht Bacmeister, consejero del gobierno alemán.
- 1796: Johann Uz, poeta y escritor alemán (n. 1720).
- 1799: Juan Vicente de Güemes, administrador colonial español, virrey de la Nueva España.
- 1801: Nicholas Repnin, general y político ruso (n. 1734), gobernador general de las provincias bálticas.
- 1814: Johann Anton von Pergen, diplomático y estadista austríaco.
- 1829: Johann Gottlieb Brucker, médico alemán.
- 1840: Ignaz Stupan von Ehrenstein, consejero de la corte austríaca.
- 1842: Walenty Wańkowicz, pintor bielorruso-polaco (n. 1799).
- 1843: Charlotte von Kalb, escritora alemana.
- 1845: János Batsányi, poeta y académico húngaro (n. 1763).
- 1845: Karl Wilhelm Baumgarten-Crusius, pedagogo alemán.
- 1845: August Wilhelm Schlegel, historiador literario alemán.
- 1848: Miguel Barreiro, político uruguayo.
- 1848: Gottlob Christian Crusius, filólogo, pedagogo y escritor alemán.
- 1848: Ulysses Anton von Salis-Soglio, oficial austríaco.
- 1849: Laurenz Lersch, filólogo clásico alemán.
- 1850: Frances Sargent Osgood, poetisa estadounidense (n. 1811), presunta amante del escritor Edgar Allan Poe.
- 1850: Heinrich August Pierer, oficial, editor y lexicógrafo alemán.
- 1851: Ferdinand Baron von Andrian-Werburg, aristócrata alemán, presidente del Gobierno bávaro.
- 1851: Christian Friedrich Tieck, escultor alemán.
- 1854: Melchior Berri, arquitecto suizo.
- 1855: Franz Sales Glänz, carpintero y escultor de madera alemán.
- 1856: Jacques Philippe Marie Binet, matemático, físico y astrónomo francés (n. 1786).
- 1858: Georg Benedikt Winer, teólogo y filólogo protestante alemán.
- 1859: Serguéi Aksákov, escritor y académico ruso (n. 1791).
- 1860: Charles Barry, arquitecto británico-inglés (n. 1795), diseñó la capilla de Upper Brook Street y el Palacio de Westminster.
- 1863: Radama II, gobernante del Reino de Madagascar.
- 1864: J. E. B. Stuart, militar estadounidense (n. 1833), general de caballería confederado (esclavista) en la guerra civil estadounidense.
- 1867: Ignatius Brjantschaninow, ingeniero ruso, monje sacerdote, obispo de Stávropol.
- 1867: Friedrich Wilhelm Eduard Gerhard, arqueólogo y académico alemán (n. 1795).
- 1871: Daniel-François Auber, músico y compositor francés (n. 1782).
- 1871: Anselme Payen, químico francés (n. 1795).
- 1875: Heinrich von Hofstätter, teólogo católico alemán, obispo de Passau.
- 1876: Georgi Benkovski, activista y revolucionario búlgaro (n. 1843).
- 1878: Catharine Beecher, escritora estadounidense.
- 1878: Anselme Payen, químico y académico francés (n. 1795).
- 1879: Ludwig Angerer, fotógrafo austríaco.
- 1884: Bedřich Smetana, compositor y educador checo-austríaco (n. 1824).
- 1885: Ferdinand Hiller, compositor alemán (n. 1811).
- 1890: Frances Parthenope Verney, escritora y periodista británico-inglesa (n. 1819), hermana de la enfermera Florence Nightingale.
- 1896: Juan Morel Campos, compositor puertorriqueño.
- 1897: Minna Canth, periodista, dramaturga y escritora finlandesa (n. 1844), activista por los derechos de las mujeres.
- 1898: Raimund Grübl, abogado y político austríaco.
- 1898: Karl Racké, alcalde de la ciudad de Maguncia.
- 1898: Sophie von Hardenberg, investigadora y antifeminista alemana de Novalis.
- 1900: Göran Fredrik Göransson, comerciante, maestro del hierro e industrial sueco (n. 1819).
- 1901: Hans von Borries, coronel y prehistoriador prusiano.
- 1902: Caroline Ernst, agricultora germano-estadounidense.
- 1902: Marie Zakrzewska, ginecóloga estadounidense y activista por los derechos de las mujeres.
- 1903: Karl Oppel, escritor alemán.
- 1904: Paul Chapuis, clérigo protestante suizo y profesor universitario.
- 1905: Mila Kupfer-Berger, cantante austríaca.
- 1907: Joris-Karl Huysmans, escritor y crítico francés (n. 1848).
- 1908: Arthur Koppel, empresario alemán y emprendedor de ingeniería mecánica.
- 1908: Melesio Morales, compositor mexicano.
- 1910: William Huggins, astrónomo británico.
- 1913: Friedrich Huch, poeta y escritor alemán.
- 1913: Enriqueta Martí, asesina en serie y vampiresa española (n. 1868).
- 1913: Susan Huntington Gilbert (82), escritora, poeta, viajera estadounidense (n. 1830), amante de la poetisa Emily Dickinson.
- 1914: Eugenio Montero Ríos, político y jurista español (n. 1832).
- 1914: Jesús El Tuerto Morales, militar mexicano (n. 1865).
- 1916: James Connolly, líder socialista y rebelde irlandés nacido en Escocia (n. 1868).
- 1918: Wilhelm Radloff, lingüista, turkólogo y etnógrafo germano-ruso.
- 1921: Emilia Pardo Bazán, escritora española (n. 1851).
- 1922: Hugo Conwentz, botánico y conservacionista alemán.
- 1922: José López Pinillos, periodista, dramaturgo y escritor español (n. 1875).
- 1924: Bertha Drechsler Adamson, violinista, directora de orquesta y profesora de música inglesa.
- 1924: Henri Maréchal, compositor francés.
- 1925ː Amy Lowell, poeta y crítica estadounidense (n. 1874), ganadora del premio Pulitzer.
- 1925: Arthur Napoleão, compositor brasileño.
- 1927: Louise-Cathérine Breslau, ilustradora germano-suiza.
- 1929: Edi Linser, piloto de motos austríaco.
- 1930: Paul Panda Farnana, agrónomo congoleño.
- 1931: Theodor Lerner, periodista y explorador polar alemán.
- 1931: Adolfo Wildt, escultor italiano.
- 1931: Eugène Ysaÿe, violinista, director de orquesta y compositor belga (n. 1858).
- 1935: Juan Antonio Morán, anarquista expropiador argentino (n. 1895).
- 1935: Józef Piłsudski, mariscal de campo, estadista y político polaco (n. 1867), presidente de la República de Polonia entre 1918 y 1922, y 15.º primer ministro de Polonia entre 1926 y 1928 y entre agosto y diciembre de 1930.
- 1943: Clara Eliza Smith, matemática estadounidense.
- 1944: Max Brand, periodista y escritor estadounidense (n. 1892).
- 1944: Oskar Kusch, militar alemán, comandante de submarinos nazi en la Segunda Guerra Mundial.
- 1944: Arthur Quiller-Couch, escritor, poeta y crítico británico-inglés (n. 1863).
- 1945: Achmed Abdullah, escritor y guionista estadounidense.
- 1945: Giuseppe Enzo Baglioni, grabador, pintor e ingeniero italiano (n. 1884).
- 1945: Magda Trott, escritora alemana y activista por los derechos de las mujeres.
- 1946: Germain Lefebrve, cantante, director de coro y educador musical canadiense.
- 1948: Francisco Alonso, compositor español.
- 1950: Burghard Bock von Wülfingen, administrador del distrito prusiano.
- 1951: Vasily Mikhailovich Alexeyev, sinólogo ruso.
- 1951: Carl Kraemer, activista alemán por los derechos de los animales.
- 1953: Fritz Mackensen, pintor alemán.
- 1953: Jeanne Maubourg, cantante y profesora de música canadiense.
- 1956: Vladimír Ambros, compositor checo.
- 1956: Louis Calhern, actor y cantante estadounidense (n. 1895).
- 1956: Leon Duray, piloto de carreras estadounidense.
- 1956: Bohuslav Leopold, compositor checo, virtuoso del violín y editor musical.
- 1956: Arthur Letondal, organista, educador musical y compositor canadiense.
- 1956: Edgar Page, jugador de hockey y críquet inglés.
- 1957: Esteban I (exarca), metropolitano y exarca búlgaro.
- 1957: Alfonso de Portago, piloto español de trineo bobsleigh y de Fórmula 1 (n. 1928).
- 1957: Erich von Stroheim, actor, cineasta y productor austro-estadounidense (n. 1885).
- 1958: Giovanni Mauro, árbitro y oficial de fútbol italiano.
- 1958: Emil Schibli, librero, profesor y escritor suizo.
- 1960: Cecil Armstrong Gibbs, compositor británico.
- 1961: Tony Bettenhausen, piloto estadounidense de automovilismo (n. 1916).
- 1962: Pedro Pablo Ramírez, presidente argentino.
- 1962: Walter Scherau, actor folklórico alemán.
- 1963: Oumbertos Argyros, pintor griego.
- 1963: Franz Arnold, abogado canónico austríaco.
- 1963: Carmen Barradas, pianista y compositora uruguaya (n. 1888).
- 1963: Richard Girulatis, futbolista y entrenador alemán (n. 1878).
- 1963: Robert Kerr, velocista y entrenador irlandés-canadiense (n. 1882).
- 1963: Ernst Marischka, director de cine austríaco.
- 1963: Stanisław Wiechowicz, compositor polaco.
- 1964: Agnes Forbes Blackadder, médica escocesa (n. 1875).
- 1964: Wolfgang von Wild, general alemán.
- 1966: Felix Steiner, oficial ruso-alemán de las SS (n. 1896).
- 1967: John Masefield, poeta y escritor británico-inglés (n. 1878).
- 1967: Julius Kalaš, compositor checo.
- 1968: Erich Bockemühl, profesor, poeta y organista alemán.
- 1970: Władysław Anders, general y político polaco.
- 1970: Nelly Sachs, escritora, poetisa y dramaturga judío-alemana expatriada en Suecia (n. 1891), premio nobel de literatura.
- 1971: Tor Johnson, luchador y actor sueco (n. 1903).
- 1971: Heinie Manush, jugador y entrenador estadounidense de béisbol (n. 1901).
- 1972: Steve Ihnat, actor, guionista y director estadounidense.
- 1972: Marcel Mongin, piloto de carreras francés.
- 1973: Willy Gebhardt, editor y político alemán (SED).
- 1973: Frances Marion, guionista, novelista y periodista estadounidense (n. 1888).
- 1973: Art Pollard, piloto de carreras estadounidense (n. 1927).
- 1975: Iván Boyko, militar soviético (n. 1910).
- 1976: Keith Relf, cantante y compositor británico, de la banda The Yardbirds.
- 1976: Jaroslaw Serpan, pintor checo-francés.
- 1977: Barry Ashbee, jugador y entrenador canadiense de hockey sobre hielo.
- 1977: Lau Lauritzen junior, actor, director de cine y guionista danés.
- 1979: Rudolf Kempe, director de orquesta y músico alemán.
- 1980: Ramón Baglietto, político español (n. 1936).
- 1981: HAP Grieshaber, pintor y artista gráfico alemán.
- 1981: Francis Hughes, guerrillero y huelguista de hambre del IRA Provisional (n. 1956).
- 1981: Benjamin Sheares, profesor y político singapurense, segundo presidente de Singapur (n. 1907).
- 1982: Humphrey Searle, compositor británico.
- 1984: Robert Cooley Angell, sociólogo estadounidense.
- 1985: Rodolfo Arizaga, compositor argentino.
- 1985: Jean Dubuffet, pintor y escultor francés (n. 1901).
- 1985: Bohdan Wodiczko, director de orquesta y educador musical polaco.
- 1986: Elisabeth Bergner, actriz alemana (n. 1897).
- 1987: James Jesus Angleton, agente estadounidense.
- 1987: Victor Feldman, músico de jazz británico.
- 1989: Edmond Mouche, piloto de carreras francés.
- 1990: Lotte Backes, compositora alemana.
- 1991: Hans Peter Schanzlin, musicólogo suizo.
- 1992: Nikos Gatsos, poeta y compositor griego (n. 1911).
- 1992: Robert Reed, actor estadounidense (n. 1932).
- 1993: Zeno Colò, esquiador alpino olímpico italiano (n. 1920).
- 1993: Edda Seippel, actriz alemana.
- 1994: Erik Erikson, psicólogo y psicoanalista alemán expatriado en Estados Unidos (n. 1902).
- 1994: John Smith, abogado y político británico-escocés, líder del Partido Laborista, líder de la oposición (n. 1938).
- 1994: Georges Schwartz, piloto de carreras francés.
- 1995: Rodrigo Arenas Betancur, escritor y escultor colombiano.
- 1995: Ștefan Kovács, futbolista y entrenador rumano.
- 1995: Arthur Lubin, director de cine estadounidense.
- 1995: Mia Martini, cantante italiana (n. 1947).
- 1995: Adolfo Pedernera, futbolista y entrenador argentino (n. 1918).
- 1995: Jorge Rojas, escritor, poeta, abogado y editor colombiano (n. 1911).
- 1995: Marcel Rubin, compositor, crítico musical y funcionario musical austríaco.
- 1996: Homer Keller, compositor y educador musical estadounidense.
- 1996ː Anneliese Kerler, granjera y senadora alemana por Baviera.
- 1997: Augusto Céspedes, escritor y político boliviano (n. 1904).
- 1997: Willi Laatsch, edafólogo y científico forestal alemán.
- 1998: Hermann Lenz, escritor alemán.
- 1999: Wysel Gyr, presentador de televisión suizo.
- 1999: Theodor Ritterspach, juez alemán.
- 1999: Saul Steinberg, ilustrador rumano-estadounidense (n. 1914).
- 2000: Bradley J. Anderson, diseñador de vestuario estadounidense.
- 2000: Adam Petty, piloto de carreras estadounidense (n. 1980).
- 2001: Perry Como, cantante y presentador de televisión estadounidense (n. 1912).
- 2001: Didí (Valdir Pereira), futbolista brasileño (n. 1929).
- 2001: Fritz Pfenninger, ciclista suizo.
- 2001: Alekséi Túpolev, diseñador soviético-ruso de aviones (n. 1925), diseñó el avión de guerra Tupolev Tu‑144 (n. 1925).
- 2002: Alfred Vogt, diseñador de planeadores alemán.
- 2002: Kanitha Wichiencharoen, abogada y monja budista tailandesa (n. 1920).
- 2003: Sadruddin Aga Khan, aristócrata («príncipe») y diplomático iraní-franco-suizo (n. 1933), alto comisionado de las Naciones Unidas para los Refugiados.
- 2003: Renate Riemeck, activista por la paz alemana.
- 2004: Michael Guttenbrunner, poeta y escritor austríaco.
- 2004: John LaPorta, clarinetista de jazz estadounidense.
- 2004: Paul Matzkowski, futbolista alemán.
- 2005: Luis Alberto Acuña Gatillon, escritor chileno (n. 1927).
- 2005: Alf Arrowsmith, futbolista inglés.
- 2005: Ömer Kavur, director, productor y guionista turco (n. 1944).
- 2005: Martin Lings, escritor y erudito británico-inglés (n. 1909).
- 2005: Kai Setälä, médico y profesor finlandés (n. 1913).
- 2005: Monica Zetterlund, actriz y cantante sueca (n. 1937).
- 2006: Miguel Fisac, arquitecto español (n. 1913).
- 2006: Hussein Maziq, político libio, primer ministro de Libia (n. 1918).
- 2006: Gustav Trampe, periodista de televisión alemán.
- 2007: Dadullah Akhund, líder militar afgano de los talibanes.
- 2007: José Barros, cantante y compositor colombiano (n. 1915).
- 2007: Teddy Infuhr, actor estadounidense, actor infantil.
- 2007: Gottfried Schädlich, oficial y escritor alemán.
- 2007: Malietoa Tanumafili II, político samoano, O le Ao o le Malo entre 1962 y 2007 (n. 1913).
- 2008: Eugen Jesser, músico austríaco, presidente y director de los Niños Cantores de Viena.
- 2008: Robert Rauschenberg, pintor e ilustrador estadounidense (n. 1925), pionero del arte pop.
- 2008: Hans Rotta, editor, redactor y biólogo alemán.
- 2008: Robert Russell, actor inglés.
- 2008: Irena Sendler (el Ángel del Gueto de Varsovia), enfermera, humanitaria y filántropa polaca (n. 1910), luchadora de la resistencia contra el nazismo.
- 2009: Mariela Celentano, docente y música uruguaya (n. 1957).
- 2009: Nemesio Fernández-Cuesta Illana, empresario y político español (n. 1928).
- 2009: Antonio Vega, cantautor y guitarrista español (n. 1957), de la banda Nacha Pop.
- 2009: Heini Walter, piloto suizo de automovilismo (n. 1927).
- 2010: Baldur Heckel, técnico austríaco y presidente de la Asociación de Cantantes de Estiria.
- 2010: Antonio Ozores, actor y director español (n. 1928).
- 2011: Michael Althen, crítico de cine alemán.
- 2011: Renate Günthert, diseñadora de moda y empresaria alemana.
- 2012: Jan Bens, futbolista y entrenador neerlandés (n. 1921).
- 2012: Eddy Paape, ilustrador belga (n. 1920).
- 2013: Horst Königstein, director alemán.
- 2013: Gerd Langguth, politólogo, escritor y académico alemán (n. 1946).
- 2013: Constantino Romero, presentador, locutor y actor de doblaje español (n. 1947).
- 2014: Charalampos Angourakis, político griego.
- 2014: Cornell Borchers, actriz y cantante lituano-alemana (n. 1925).
- 2014: Isabel Carrasco, política española (n. 1955).
- 2014: Marco Cé, cardenal italiano (n. 1925).
- 2014: Jacinto Convit, médico e investigador venezolano (n. 1913), premio Príncipe de Asturias en 1987.
- 2014: HR Giger, artista visual, pintor, escultor y escenógrafo suizo (n. 1940), ganador del Oscar por el diseño de la película Alien.
- 2014: Sarat Pujari, actor, director y guionista indio (n. 1934).
- 2014: Lorenzo Zambrano, empresario y filántropo mexicano, presidente de CEMEX (n. 1944).
- 2015: Peter Gay, historiador, escritor y académico alemán expatriado en Estados Unidos (n. 1923).
- 2015: Ruth Segomotsi Mompati, activista, política y diplomática sudafricana.
- 2016: Mike Agostini, velocista trinitense (n. 1935).
- 2016: Hans-Joachim Altendorff, futbolista alemán.
- 2016: Bohumil Kubát, luchador checoslovaco.
- 2017: Mauno Koivisto, banquero y político finlandés, 9.º presidente de Finlandia (n. 1923).
- 2017: Amotz Zahavi, sociobiólogo y teórico evolutivo israelí.
- 2018: Will Alsop, arquitecto británico.
- 2018: Tessa Jowell, política británica.
- 2018: Antonio Mercero, cineasta y guionista español (n. 1936).
- 2018: Dennis Nilsen, asesino en serie británico-escocés (n. 1945).
- 2019: Machiko Kyō, actriz japonesa.
- 2019: Nasrallah Pedro Sfeir de Reyfoun, cardenal libanés (n. 1920).
- 2020: Astrid Kirchherr, fotógrafa y artista alemana.
- 2020: Michel Piccoli, actor francés (n. 1925).
- 2020: Aimee Stephens, directora funeraria estadounidense y litigante ante la Corte Suprema de los Estados Unidos en el caso RG & GR Harris Funeral Homes Inc. v. Equal Employment Opportunity Commission.
- 2021: Peter Kimmel, abogado alemán.
- 2021: Jim Klobuchar, escritor estadounidense (n. 1928).
- 2023: Daniel Echávarri, empresario español (n. 1943).
- 2024: Mark Damon, actor y productor de cine estadounidense (n. 1933).
- 2024: David Sanborn, saxofonista estadounidense (n. 1945).
- 2024: A. J. Smith, ejecutivo estadounidense de fútbol americano (n. 1949).

## Celebraciones
- Día Internacional de la Enfermera.[10]

- Día Internacional de la Fibromialgia y el Síndrome de Fatiga Crónica.[11]

- Día Internacional de la Sanidad Vegetal.
Con la finalidad de visibilizar la importancia de la sanidad vegetal y el impacto de la protección de la salud de las plantas en la erradicación del hambre, reducción de la pobreza, protección del medio ambiente e impulso del desarrollo económico.

- Día Internacional de las Mujeres Matemáticas.
Proclamado en Río de Janeiro en el año 2018 por el Comité de Mujeres y Matemáticas de la Unión Matemática Internacional. La propuesta surgió en un principio de la Sociedad Matemática Iraní. La fecha se eligió por coincidir con el nacimiento de Maryam Mirzakhani, la primera mujer y única hasta el momento, en recibir la Medalla Fields. Lo consiguió en 2014, por sus contribuciones sobresalientes a la dinámica y la geometría de las superficies de Riemann y sus espacios de módulo.
(en inglés: Women in Mathematics Day).

Compartidas
- Unión Europea:
  - Día Europeo de las PYMEs.

 Por países
(Por orden alfabético)
- Argentina:
  - Día Nacional del Fonoaudiólogo.[12]
- México
  - Día Nacional del Comunicólogo. [13]

### Santoral católico
- San Aquileo.[14](imagen ilustrativa).
- San Cirilo de Mesia y compañeros mártires.[14]
- Santo Domingo de la Calzada.[14]
- Santa Domitila de Roma.[14]
- San Epifanio de Salamina.[14]
- San Felipe de Agira.[14]
- San Germán de Constantinopla.[14]
- San Modoaldo de Tréveris.[14]
- San Nereo.[14]
- San Pancracio de Roma.[14]
- Santa Rictrudis de Marchiennes.[14]
- Beato Álvaro del Portillo.[14]
- Beata Imelda Lambertini.[14]
- Beata Juana de Portugal.[14]